# Água Izé
Água Izé és una localitat de São Tomé i Príncipe al districte de Cantagalo, a l'est de l'illa de São Tomé. La seva població és de 1.190 (2008 est.). El nord-est és l'àrea terrestre més propera de l'illa al continent africà prop de Cap López a prop de Port-Gentil, Gabon, a 237,9 km de distància.
A la Roça Água Izé posteriorment s'hi va construir una zona residencial que va ser l'àrea d'allotjament de treballadors per a la producció de cacau. Abans del segle xx, l'illa era una de les principals productores de cacau del món, el cacau de la zona era enviat principalment a Portugal i també enviat a altres parts d'Occident.

## Evolució de la població
| 2001  | 2008  |
| 1.044 | 1.190 |